# Conținut liber

Logo proiectului Definition of Free Cultural Works

Conținut liber, conținut gratis, sau informație liberă este orice tip de lucru funcțional, operă de artă, sau alt conținut creativ care corespunde definiției de operă de cultură liberă.

## Definiția
O operă de cultură liberă este, conform definiției de opere de cultură libere, una care nu are restricții legale semnificative  în libertatea oamenilor să:
- utilizeze conținutul și să beneficieze din utilizarea lui,
- studieze conținutul și să aplice ceea ce s-a învățat,
- facă și să distribuie copii al conținutului,
- schimbe și îmbunătățească conținutul și să distribuie aceste lucrări derivative.[1][2]

## Utilizare
Proiectele care furnizează conținut liber există în câteva domenii de interes, așa cum informatica, literatura academică, literatura generală, muzica, imagile, video, și ingineria. Tehnologia a redus costul publicării și a redus bariera de intrare  în mod suficient ca să permită producția materialelor larg răspândită  de indivizi sau grupuri mici. Proiecte care furnizează literatură și conținut multimedia liber au devenit tot mai proeminente datorită ușurinței de diseminare a materialelor care sunt asociate cu dezvoltarea tehnologiilor informaționale. Așa diseminare ar fi prea scumpă înaitea acestor dezvoltări tehnologice.

### Media

Logo Creative Commons

În media, care include conținut textual, audio și vizual, schemele de licențiere libere așa cum unele din licențele făcute de Creative Commons au permis la diseminarea lucrărilor sub un set clar de permisiuni legale. Nu toate licențele Creative Commons sunt totalmente libere; permisiunile lor pot varia de la redistribuirea și modificarea generală a lucrării foarte liberală la o licențiere mai restrictivă doar pentru redistribuire. Din Februarie 2008, licențele Creative Commons care sunt totalmente libere poartă o insignă care indică că ele sunt "aprobate pentru lucrări de cultură libere". Există repozitorii care prezintă exclusiv materiale libere și furnizează conținut ca fotografii, iconițe, muzică, și literatură. Pe când reutilizarea extensivă a conținutului liber de pe un sit web în alt sit web este legală, aceasta de regulă nu e sensibilă din cauza problemei conținutului duplicat. Wikipedia este printre cel mai bine cunoscute baze de date a conținutului liber încărcat de utilizatori de pe web. Pe când vasta majoritate de conținut pe Wikipedia este conținut liber, niște materiale protejate de drepturi de autor sunt găzduite sub criterii de utilizare rezonabilă.

## Lectură în continuare
- D. Atkins; J. S. Brown; A. L. Hammond (februarie 2007). A Review of the Open Educational Resources (OER) Movement: Achievements, Challenges, and New Opportunities (PDF). Raport către Fundația lui William și Flora Hewlett.
- OCDE – Organizația pentru Cooperare și Dezvoltare Economică: Giving Knowledge for free – The Emergence of Open Educational Resources. 2007, ISBN: 92-64-03174-X.